# 大池唯雄
大池 唯雄（おおいけ ただお、1908年10月30日 - 1970年5月27日 ）は、日本の作家。本名は小池忠雄（こいけ ただお）。

## 経歴
宮城県柴田郡船岡町（現在の柴田町）出身。仙台第二中学校（現宮城県仙台第二高等学校）、旧制第二高等学校文科甲類卒、東北帝国大学文学部中退。
東北初の直木賞作家。
幕末や明治維新など、歴史に題材を求めた短編を多く残している。
社会教育にも力を注ぎ、槻木公民館長、柴田町公民館長などを歴任。船岡中学校校歌の作詞も手掛けた。
1939年、「兜首」「秋田口の兄弟」で、第8回直木三十五賞受賞。
1970年5月27日に死去。告別式は同月30日、柴田町立船岡小学校体育館で町の教育委員会葬として行われた。
長男は歌人の小池光。

## 著書
- 『おらんだ楽兵』
- 『兜首』
- 『秋田口の兄弟』
- 『吉原堤の仇討』
- 『命のかぎり 第1部』実業之日本社 1944
- 『或る志士之生涯』小池忠雄 河出書房 1945
- 『愛の山河 少女小説』ポプラ社 1949
- 『史談セント・ヘレナの日本人』朝日新聞社 1967
- 『炎の時代 明治戊辰の人びと』河北新報社 1970

：共著
- 『東北の旅』草野心平,富木友治共著 社会思想研究会出版部 現代教養文庫 1961

## 関連人物
- 古沢元 旧制第二高等学校時代の友人。
- 大佛次郎
- 山本周五郎